# Équipe cycliste Maes Pils
Maes Pils est une équipe cycliste professionnelle Belge créée en 1966 et disparue à l'issue de la saison 1977. Elle porte le nom de Okay Whisky-Diamant de 1966 à 1969, Geens-Watney en 1970, Watney-Avia de 1971 à 1972, Watney-Maes Pils de 1973 à 1974, Maes Pils-Watney en 1975, Maes Pils-Rokado en 1976 et Maes Pils-Mini Flat en 1977. L'équipe participe notamment au Tour de France en 1972 et 1973 et au Tour d'Espagne en 1972.

## Principales victoires

### Classiques
- Circuit Het Volk : Frans Verbeeck (1970, 1972)
- Amstel Gold Race : Frans Verbeeck (1971), Walter Planckaert (1972)
- Circuit des Ardennes flamandes : Frans Verbeeck (1973)
- À travers les Flandres : Roger Loysch (1973), Willy Planckaert (1976), Walter Planckaert (1977)
- Flèche wallonne : Frans Verbeeck (1974)
- Flèche brabançonne : Willem Peeters (1975)
- Grand Prix E3 : Frans Verbeeck (1975), Walter Planckaert (1976)
- Tour des Flandres : Walter Planckaert (1976)

### Courses par étapes
- Tour du Nord : Raf Hooyberghs (1970)
- Tour du Luxembourg : André Dierickx (1971), Frans Verbeeck (1975)
- Tour de Belgique : Walter Planckaert (1977)

## Résultats sur les grands tours
| - Tour d'Italie - 0 participation | - Tour de France - 2 participations (1972, 1973) - 2 victoires d'étapes - 2 en 1973 : Eddy Verstraeten, contre-la-montre par équipes - 0 classement annexe | - Tour d'Espagne - 1 participation (1972) - 1 victoire d'étape - 1 en 1972 : Pieter Nassen - 0 classement annexe |